# ロザリア・ロンバルド

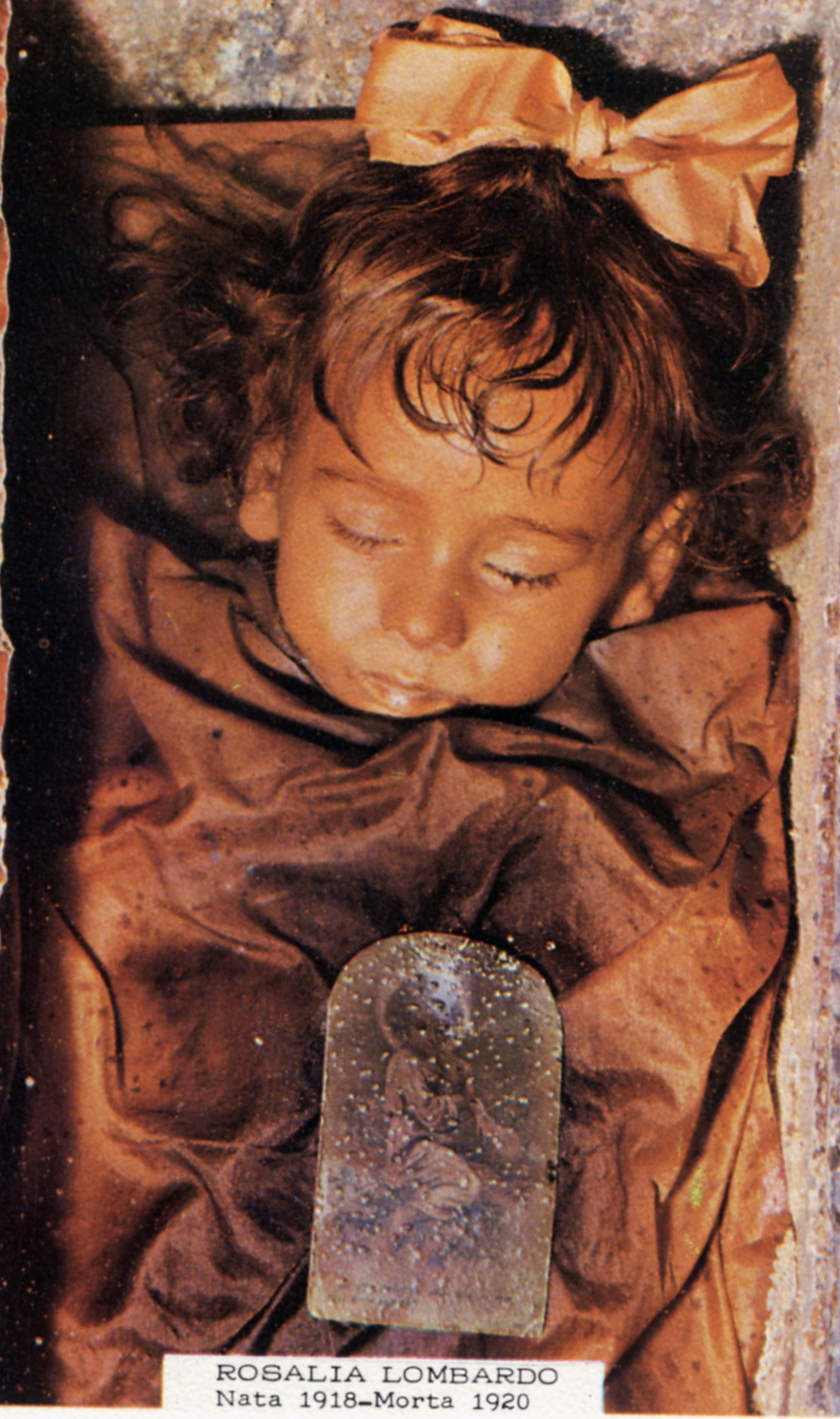
ロザリア・ロンバルド

ロザリア・ロンバルド（Rosalia Lombardo, 1918年12月13日 - 1920年12月6日）は、2歳に満たずして急性肺炎により病死し、イタリアのパレルモにあるカプチン・フランシスコ修道会の地下納骨堂（カタコンベ）内にある聖ロザリア礼拝堂に葬られている少女。

## 概要
ロザリアは、将軍であったマリオ・ロンバルドの娘で、1920年に肺炎のため1歳11ヶ月で亡くなり、カプチン・フランシスコ修道会の納骨堂に葬られた。納骨堂に安置されている約8,000の遺体の大半が白骨化している中で、巧みなエンバーミングの施されたロザリアの遺体は、死後100年以上を経ても生前と変わらぬ姿を留めている。その神秘的な姿から「世界一美しい少女のミイラ」と呼ばれることもある。父親の希望でミイラ化され、当初は毎日彼女の元を訪れていた。しかし、父親は決して変わることのない娘の姿により深い悲しみを覚えるようになり、やがて彼女の元を訪れることはなくなったという。あまりにロザリアの遺体の保存状態が完璧すぎることから蝋人形とのすり替えを疑われたが、ドキュメンタリー番組でMRIを撮った際、脳や眼球、心臓などの臓器、腕が確認されたため本物であることが証明された。

## 遺体保存方法
ロザリアの遺体には、遺体保存専門家で医師でもあったアルフレード・サラフィアの手により防腐処置が施された。サラフィアが秘密主義者であったため、遺体保存方法は永年に亘り不明とされ、ロザリアの遺体はカタコンベ内における謎や奇蹟と見なされてきた。しかし2009年、イタリアの生物人類学者ダリオ・ピオンビーノ＝マスカリの調査により、個別の遺体保存事例の使用薬品や保存処置手順などを記録したカルテが、サラフィアの2番目の妻の子孫の手元で発見され、具体的な保存方法が明らかになった。サラフィアのカルテによれば、ロザリアの遺体の防腐処置に用いられた薬品はホルマリン、塩化亜鉛、アルコール、サリチル酸及びグリセリンである。アルコールが遺体のミイラ化を促進した一方で、グリセリンが適度な湿潤を保ち、サリチル酸が菌の繁殖を防いだと考えられている。特に評価すべきは亜鉛塩で、この作用によってロザリアの体が腐敗を免れたと見られている。また、最後にパラフィンが頬に注入された。パラフィン注入は顔をふっくらと保つためだと考えられる。
現在ロザリアは、上述の遺体保存方法により腐敗と乾燥を免れつつ、全身が石のように硬直しているものと考えられており、このサラフィアによる独自のミイラ製法は、遺体保存に対し冷凍を主とするアメリカの医師たちから絶賛された。